# Absolute (Thousand Foot Krutch)
Absolute è un singolo del gruppo canadese Thousand Foot Krutch, il primo estratto nel 2005 dall'album The Art of Breaking. Ha raggiunto la 34ª posizione nella classifica Billboard Mainstream Rock Songs.

## Formazione
- Trevor McNevan - voce
- Steve Augustine - batteria
- Joel Bruyere - basso